# Wereldtentoonstelling van 1964

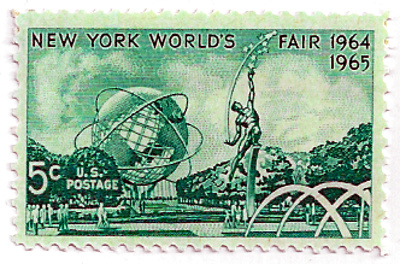
Gelegenheidspostzegel met de Unisphere

De Wereldtentoonstelling van 1964 was een tentoonstelling die onder de naam 1964 New York World's Fair gehouden werd in de stad New York. Deze "wereldtentoonstelling" is niet door het Bureau International des Expositions (BIE) erkend en daarmee de belangrijkste meeloper na de Tweede Wereldoorlog.

## Aanloop
Het initiatief voor de tentoonstelling werd genomen door New Yorkse zakenlieden die in hun jeugd de wereldtentoonstelling van 1939 hadden bezocht en nu op dezelfde locatie opnieuw een wereldtentoonstelling wilden organiseren. Het jaar 1964 lag 25 jaar na de vorige wereldtentoonstelling in New York en 300 jaar na de Britse annexatie van Nieuw Amsterdam, bovendien paste het ook in de zes jaars-cyclus die het BIE destijds hanteerde voor tentoonstellingen van de eerste categorie. Robert Moses, die al sinds de jaren 20 bouwprojecten voor de stad uitvoerde, werd ingehuurd om de wereldtentoonstelling te organiseren. De commerciële achtergrond van de initiatoren leidde uiteindelijk tot de toewijzing van de tentoonstelling aan Seattle in plaats van New York. Dit weerhield Moses er echter niet van om de tentoonstelling toch te houden.

### Kandidatuur
Voor de eerste universele tentoonstelling na Brussel waren er drie kandidaten: New York, Seattle en Moskou. De Verenigde Staten waren geen lid van het BIE en de Sovjet-Unie wel, zodat een toewijzing aan Moskou voor de hand lag. De Sovjet-Unie wilde de tentoonstelling echter in 1967 gebruiken ter herdenking van de vijftigste verjaardag van de Oktoberrevolutie, zodat de kandidatuur van Moskou werd ingetrokken. Robert Moses wilde de tentoonstelling tot een winstgevende onderneming maken. Om dit te bereiken ging hij uit van 70 miljoen bezoekers verdeeld over twee zomers (1964 en 1965). Teneinde de begroting sluitend te krijgen, wilde hij bovendien huur vragen voor de percelen waar de verschillende deelnemers hun paviljoens zouden bouwen.

### Afwijzing
De BIE-regels verbieden heffingen, inclusief douanerechten, op de paviljoens en de tentoongestelde artikelen, juist om te voorkomen dat de heffingen misbruikt worden om deelname aan de tentoonstelling te beletten. Verder gold destijds een maximale duur van 12 maanden, terwijl Robert Moses omwille van de begroting twee opvolgende jaren voorzag. Omdat het een klap voor de tentoonstelling zou zijn als de BIE-leden zouden wegblijven, reisde Robert Moses naar Parijs om bij het BIE voor het New Yorkse concept te pleiten. Het BIE liet zich niet overhalen door niet-lid Verenigde Staten. Nadat Moses zich in de pers neerbuigend over de regels en het BIE had uitgelaten, werd de tentoonstelling aan Seattle, dat zich wel aan de regels hield, toegewezen. De Verenigde Staten traden in 1968 toe tot het BIE-verdrag en konden daarna ook meedoen aan de besluitvorming. De stelling van Moses, dat een wereldtentoonstelling zichzelf moet bedruipen zonder overheidsgeld, werd in 1999 door de Verenigde Staten opgevoerd als argument om de contributie aan het BIE te stoppen waarna ze, vermoedelijk om schorsing wegens wanbetaling te voorkomen, in 2001 het BIE weer verlieten.

## De tentoonstelling
Door het wegblijven van de 44 BIE-leden en de bijbehorende koloniën bleef er weinig over van het internationale karakter. Weliswaar waren 70 landen vertegenwoordigd, waaronder veel net onafhankelijke ex-koloniën, maar de grote economieën ontbraken en veel kleine landen deelden een paviljoen. Twaalf BIE-lidstaten waren alsnog van de partij door privé-initiatieven of bureaus voor toerisme. Daarnaast waren West-Berlijn en opmerkelijk genoeg de stad Parijs met een eigen paviljoen vertegenwoordigd. Het gevolg was dat er veel ruimte was voor grote Amerikaanse bedrijven, die ongeveer driekwart van het terrein innamen. Door een grote inbreng van diverse Amerikaanse overheden in de vorm van federale instellingen en paviljoens van individuele staten, vloeide indirect toch overheidsgeld in de tentoonstelling. Het terrein werd ingedeeld in vijf themagebieden; Verkeer, Industrie, Verenigde Staten, Internationaal en Meer. De Unisphere was het middelpunt van het terrein en stond symbool voor het motto van de tentoonstelling. Veel paviljoens werden opgetrokken in de Googie-stijl.

### Verkeer
Het thema Verkeer en Vervoer besloeg ongeveer een kwart van het totale terrein en lag ten westen van de Grand Central Parkway. Hier bevonden zich de paviljoens van Ford, Chrysler, General Motors, Hertz, Avis, US Rubber, Eastern Airlines en Löwenbräu. Tevens was hier de NASA te vinden in het US Space park en de Hall of Science die nog steeds in gebruik is als wetenschapsmuseum. De jachthaven aan Flushing Bay maakte ook deel uit van de afdeling Verkeer, maar grensde er niet aan.

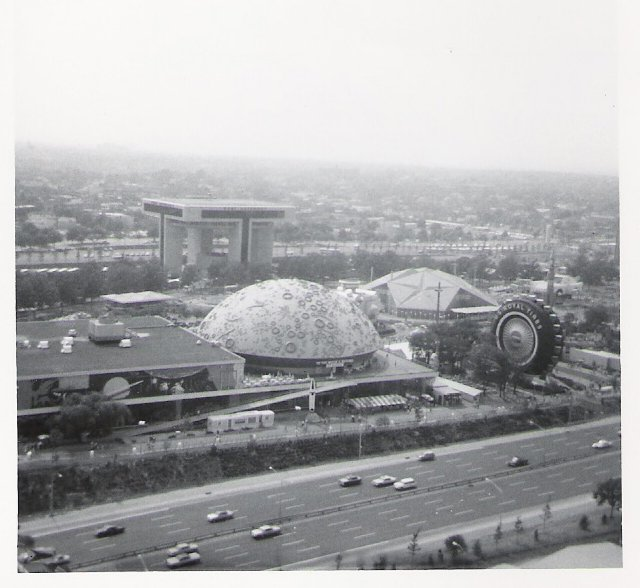
Verkeer en Vervoer met de heliport op palen op de achtergrond
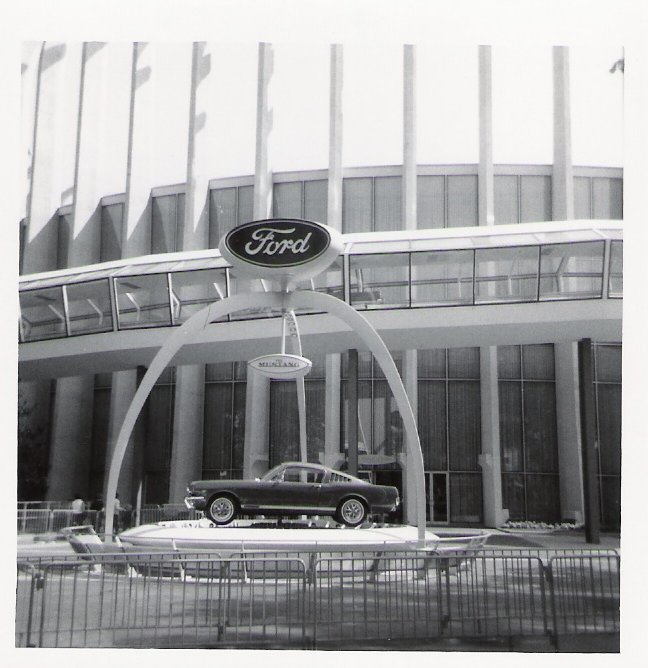
Paviljoen van Ford
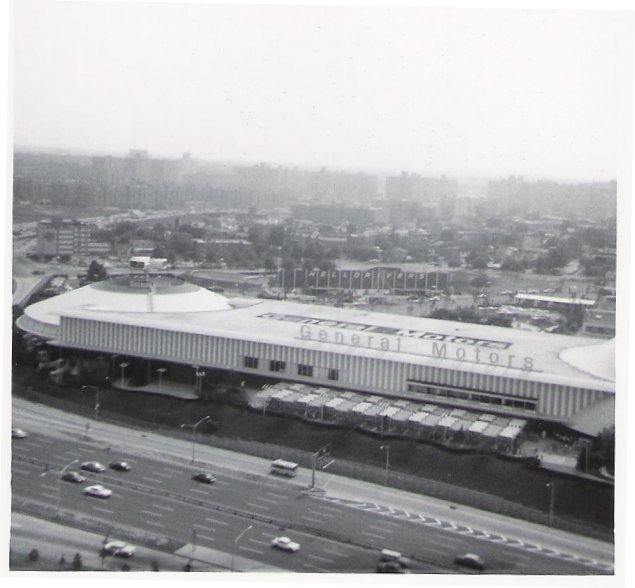
Paviljoen van General Motors
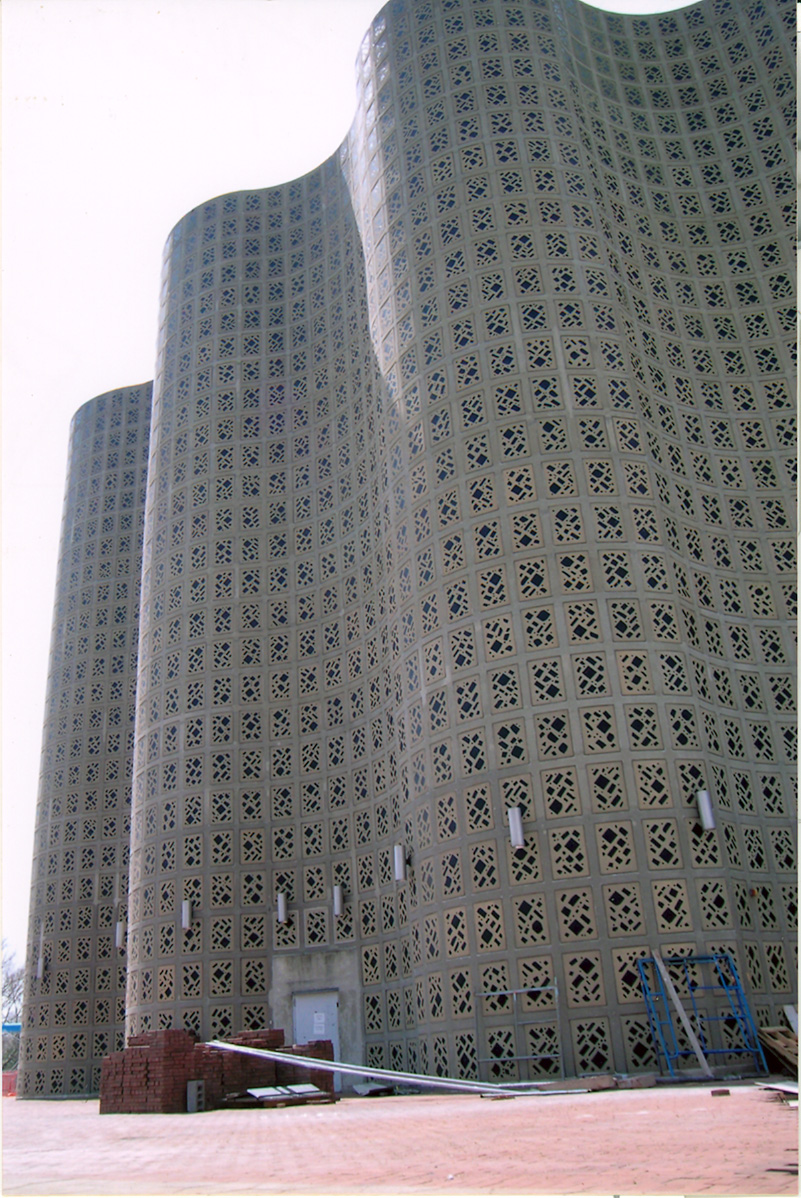
Hall of Science

### Industrie
Het thema Industrie besloeg bijna de helft van het terrein en lag aan de oostkant van het terrein, rond de Industry Pond. Hier bevonden zich 53 paviljoens, voornamelijk van Amerikaanse bedrijven zoals Pepsi, Coca-Cola, IBM, Bell, Johnson Wax, DuPont en Kodak. Uitzonderingen waren de paviljoens van de staat Oregon, de Russisch-orthodoxe Kerk en de Mormonen.

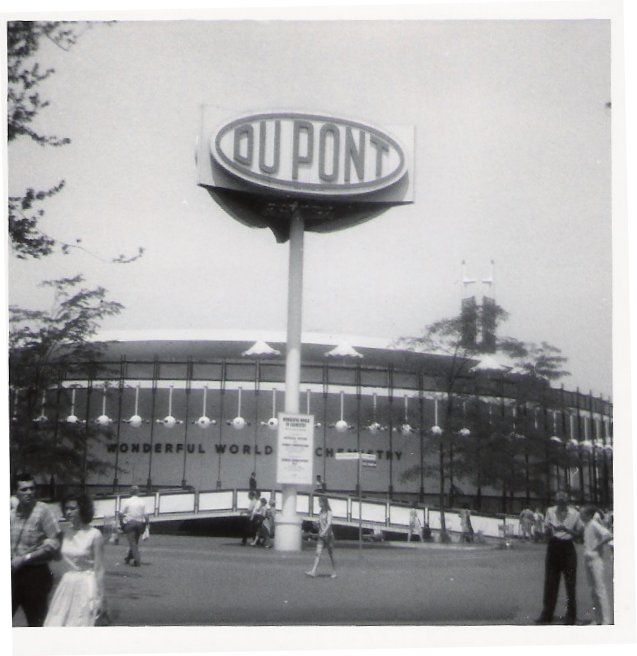
Paviljoen van DuPont
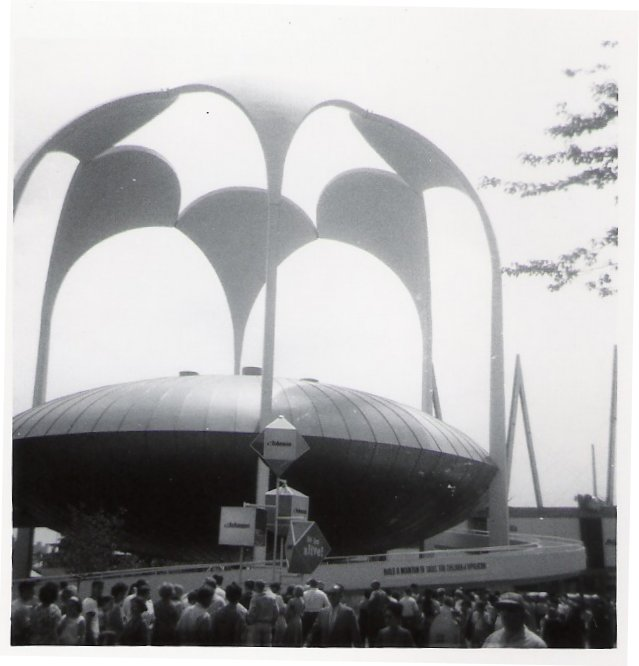
Paviljoen van Johnson Wax
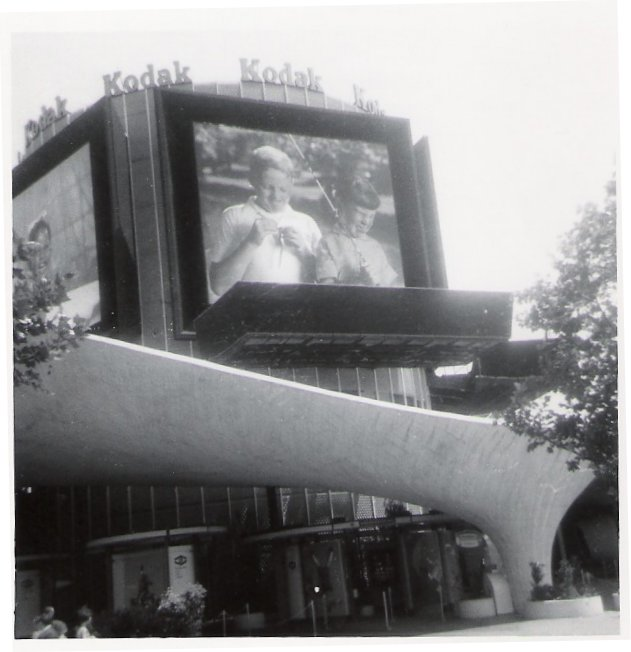
Paviljoen van Kodak
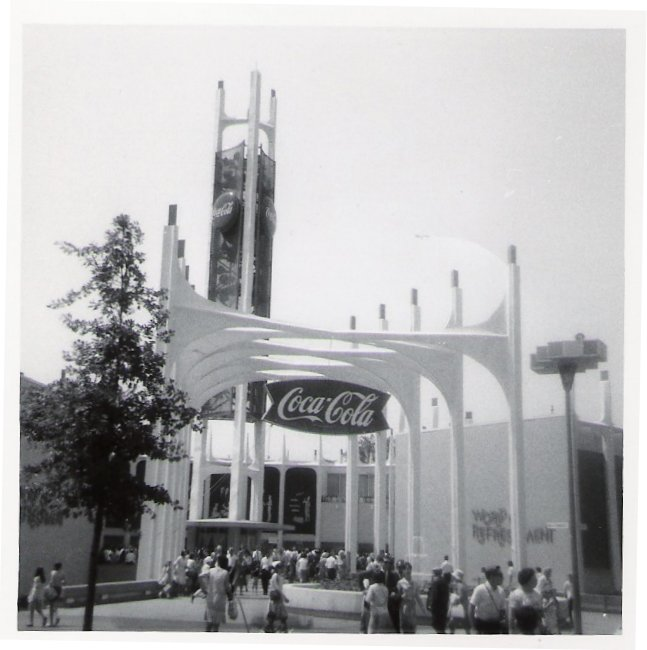
Paviljoen van Coca-Cola

### Verenigde Staten
Het thema Verenigde Staten lag langs de oostkant van de Grand Central Parkway. De Long Island Railroad en Westinghouse waren hier te vinden, net als het paviljoen van de Verenigde Staten. Daarnaast waren hier nog 17 paviljoens van staten en steden. Van noord naar zuid: Montana, Maryland, West Virginia, Illinois, New Mexico, Hollywood (Californië), Oklahoma, New England, de stad New York, New Jersey, Wisconsin, Missouri, Alaska, de staat New York, Alaska, Minnesota en Louisiana. De staat Pennsylvania was pas in 1965 op de tentoonstelling aanwezig. De staat Louisiana had Bourbon Street nagebouwd. Het paviljoen van de stad New York is thans in gebruik als Queens Museum of Art en het paviljoen van de Verenigde Staten is inmiddels vervangen door het Arthur Ashe Stadium waar het grandslamtoernooi US Open wordt gespeeld.

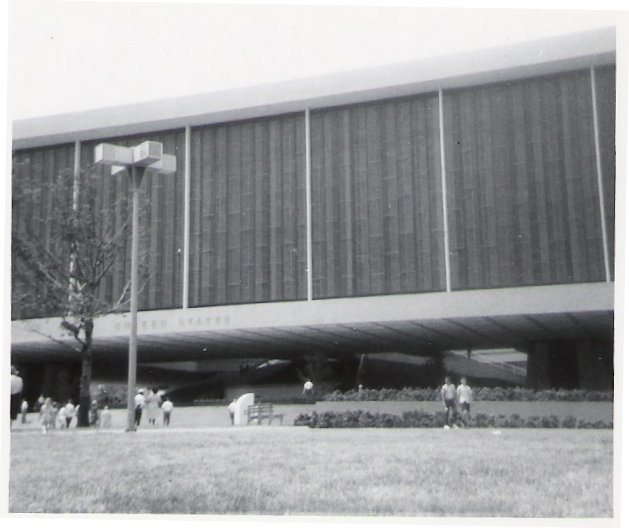
Paviljoen van de Verenigde Staten
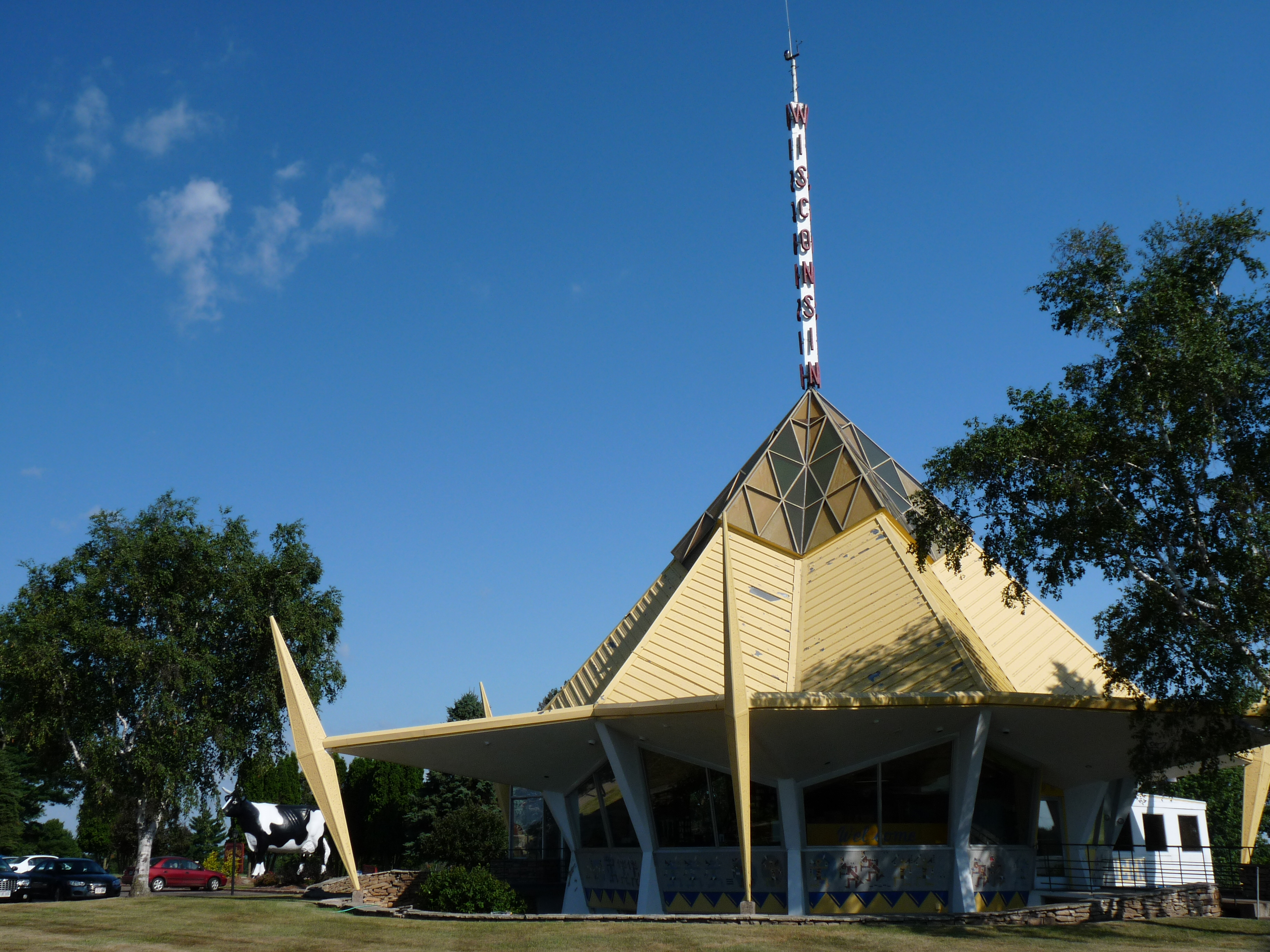
Paviljoen van Wisconsin
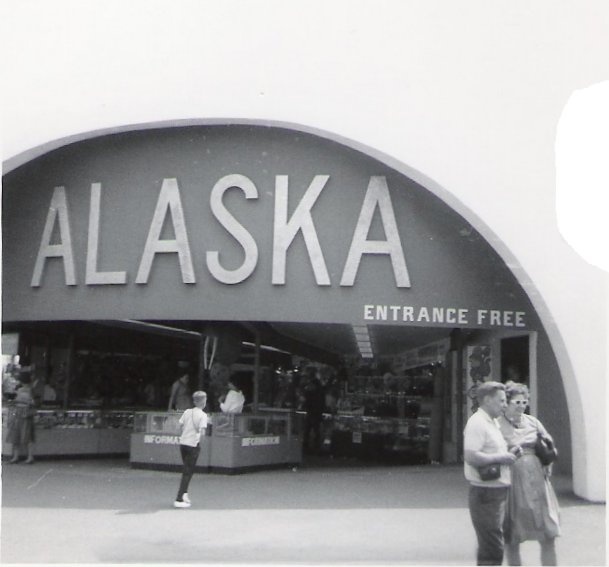
Paviljoen van Alaska
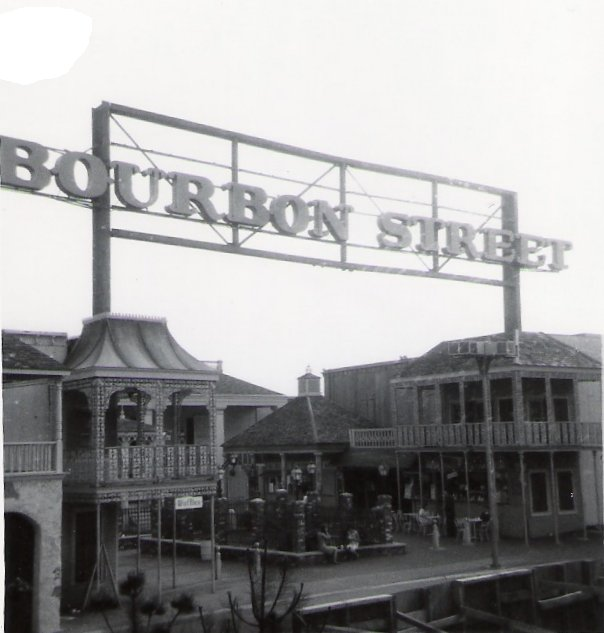
Paviljoen van Louisiana

### Internationaal
Het thema Internationaal lag tussen de Verenigde Staten en Industrie en besloeg ongeveer een achtste deel van het terrein. De 69 buitenlandse deelnemers waren verdeeld over 47 paviljoens. De zeventig vertegenwoordigde landen waren:
AfrikaBurundi, Centraal Afrika, Congo-Kinshasa, Dahomey, Egypte, Ethiopië, Gabon, Ghana, Guinea, Ivoorkust, Kameroen, Kenia, Liberia, Madagaskar, Malawi, Marokko, Mauretanië, Niger, Nigeria, Opper-Volta, Republiek Congo, Ruanda, Senegal, Sierra Leone, Soedan, Somalië, Tsjaad, Tanzania, Togo, Oeganda, Zambia.
AziëBirma, Filipijnen, Hongkong, India, Indonesië, Iran, Japan, Jordanië, Libanon, Maleisië, Pakistan, Thailand, Taiwan, Zuid-Korea.
CaribenGranada, Trinidad en Tobago.
EuropaBelgië, Denemarken, Griekenland, Luxemburg, Monaco, Noorwegen, Oostenrijk, Spanje, Turkije, Vaticaan, Zweden, Zwitserland.
Latijns-AmerikaBrazilië, Costa Rica, Ecuador, El Salvador, Guatemala, Honduras, Nicaragua, Panama, Venezuela.
Noord-AmerikaMexico, Verenigde Staten.
De Verenigde Staten stonden uiteraard niet in het internationale deel. Onder de buitenlandse inzendingen waren 12 BIE-leden (Marokko, Nigeria, Tanzania, België, Denemarken, Griekenland, Monaco, Noorwegen, Oostenrijk, Zweden, Zwitserland en Brazilië). Deze landen konden niet officieel deelnemen en omzeilden deze uitsluiting met paviljoens die wel de naam droegen van het betreffende land, terwijl de bouw en exploitatie aan particulieren en bedrijven werd overgelaten, of door met een ander paviljoen mee te liften. Frankrijk, Duitsland en het Verenigd Koninkrijk waren indirect vertegenwoordigd door een Paviljoen van Berlijn, een Paviljoen van Parijs, een toren met replica's van de Engelse kroonjuwelen en een Engelse Pub. Per saldo ontbraken 29 BIE-leden.
Het Marokkaanse paviljoen werd gebouwd door dhr. Sbai, een Amerikaan van Marokkaanse afkomst, met steun van het Marokkaanse ministerie van toerisme. Nigeria en Tanzania hadden geen eigen paviljoen, maar een stand in het Afrikaanse paviljoen met de 24 landen ten zuiden van de Sahara. België was vertegenwoordigd met een Belgisch dorp, waarvoor zelfs apart entree betaald moest worden, en dat eveneens op particulier initiatief tot stand kwam. Het Deense paviljoen had een mini-Tivoli, een winkel met Deense producten en een Deens restaurant. Dit paviljoen werd door Deense bedrijven gefinancierd. De Zwitserse bijdrage kwam ook van het bedrijfsleven. Von Roll presenteerde zich, onder de naam Swiss Sky Ride, met een kabelbaan die uitzicht bood over het terrein. De horloge-industrie bouwde een paviljoen met de naam Switzerland op de gevel. Naast uurwerken was het paviljoen ook voorzien van een Zwitsers restaurant waar bezoekers kaasfondue konden eten. Het Zweedse bedrijfsleven koos voor een vergelijkbare formule en bouwde een paviljoen met de naam Sweden op de gevel. In het paviljoen was een Zweeds restaurant, een warenhuis met Zweeds glaswerk en keramiek. Tevens was de elektrotechnische industrie aanwezig en werd voor het eerst een model van de Saab 37 Viggen in het buitenland getoond. Oostenrijk was vertegenwoordigd met een paviljoen van de toeristische sector. Dit paviljoen was in Oostenrijk geprefabriceerd en in onderdelen verscheept naar New York, waar het houten bouwpakket in elkaar gezet werd. Griekenland was ook vertegenwoordigd met een eigen paviljoen, terwijl Noorwegen, Monaco en Brazilië het lieten bij een kleine bijdrage aan de International Plaza, het paviljoen van de Verenigde Naties. Argentinië viel op door het feit dat het wel een paviljoen liet bouwen maar dat nooit in gebruik nam. De organisatie heeft dat vervolgens gebruikt als restaurant.

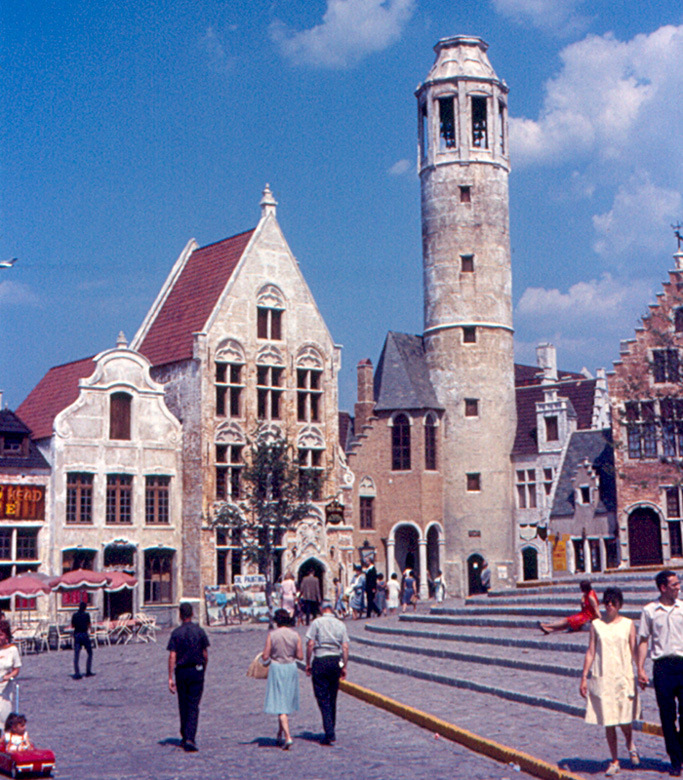
Belgisch dorp
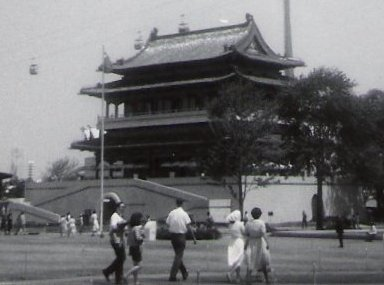
Paviljoen van Taiwan
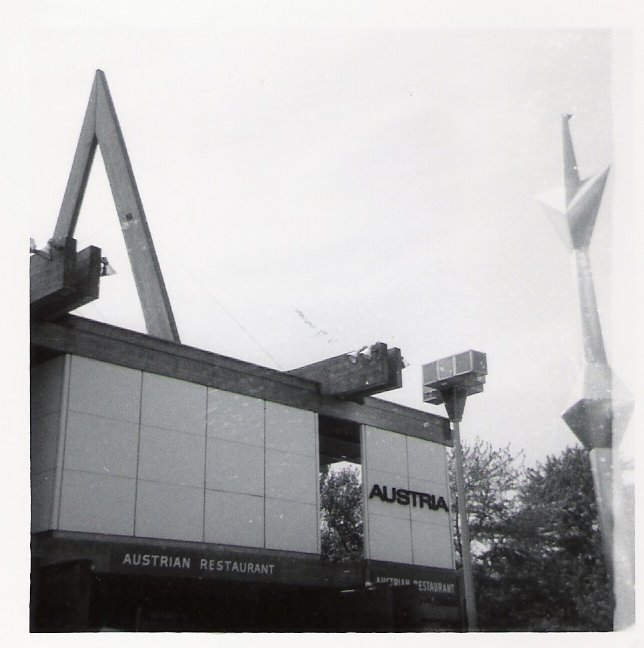
Paviljoen van Oostenrijk
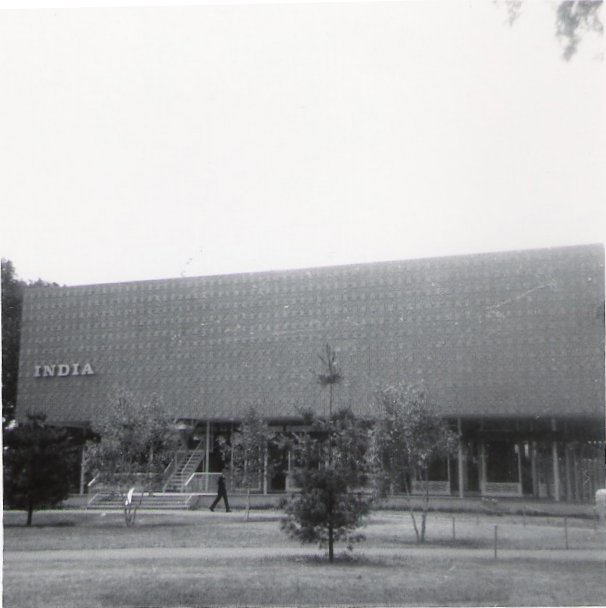
Paviljoen van India

### Meer
Het thema Meer lag tussen de Long Island Expressway en het Meadowlake aan de zuidkant van het terrein. Hier waren de paviljoens van Florida, Hawaï en Texas te vinden en de staat Mississippi was vertegenwoordigd door een raderboot op het meer. Verder waren hier een pretpark, een monorail, een circus, een amphitheater en een wassenbeeldenmuseum te vinden.

## Prijs
Van de Belgische kunstschilder Luc-Peter Crombé werd in het US Pavilion een semi-religieus werk bekroond met de hoogste onderscheiding. Het werk stelt drie jonge mannen voor die vlammen trotseren.